# 겨울 만가
"겨울 만가"는 한국에서 제작된 이운철 감독의 1992년 영화이다. 전세영 등이 주연으로 출연하였고 정경희 등이 제작에 참여하였다.

## 출연

### 주연
- 전세영
- 송금식
- 박준규

## 기타
- 원작자: 이관용
- 조명: 한희창